# Stwor (1902)
Statek hydrograficzny "Stwor" (ros. Гидрографическое судно "Створ") – rosyjski, azerbejdżański, a następnie sowiecki statek Flotylli Kaspijskiej w latach 1908 – po 1944.
Statek został zbudowany w 1902 r. w Finlandii. W marcu 1908 r. wszedł w skład Flotylli Kaspijskiej jako statek hydrograficzny. Brał udział w I wojnie światowej. W 1918 r. w Baku przejęli go Brytyjczycy, przekazując flocie wojennej Dyktatury Centrokaspia. Następnie statek włączono do sił morskich Demokratycznej Republiki Azerbejdżanu. Przekwalifikowano go na portowy holownik. Po zajęciu Azerbejdżanu przez wojska bolszewickie pod koniec kwietnia 1920 r., na pocz. lipca tego roku wszedł w skład Floty Wojennej Czerwonego Azerbejdżanu. Ponownie uzyskał status statku hydrograficznego. 1 stycznia 1932 r. przemianowano go na "Stwor". Brał udział w II wojnie światowej. Wykonywał zadania pomocnicze na rzecz okrętów wojennych Flotylli Kaspijskiej. 27 października 1944 r. zatonął w porcie w Baku z powodu awarii, ale już 30 października tego roku został podniesiony z dna, wyremontowany i włączony do sił morskich ZSRR.